# Parafia św. Wawrzyńca w Wierzchu
Parafia Świętego Wawrzyńca w Wierzchu – parafia rzymskokatolicka, znajdująca się w diecezji opolskiej, w dekanacie Głogówek.